# 10 Count
10 count (テンカウント) est un manga yaoi écrit et illustré par Rihito Takarai. Il est prépublié entre juillet 2013 et novembre 2017 dans le magazine Dear+ édité par Shinshokan. Six tomes paraissent au Japon entre août 2016 et mars 2018. La version française est publiée chez l'éditeur Taifu Comics depuis septembre 2014.
Une adaptation en film d'animation a été annoncée pour 2023, mais a été annulée en 2024.

## Synopsis
Shirotani Tadaomi, jeune homme intelligent, est atteint de mysophobie, peur maladive d'être en contact avec la saleté ou les microbes. Un jour, il fait la rencontre de Kurose, un jeune psychiatre qui insiste sur le fait de le guérir et ainsi le défaire de cette obsession qui le ronge. Acceptant son offre, Shirotani décide de passer une thérapie avec lui, sans savoir que celle-ci approfondira leur relation dans un cadre plus élevé que médecin / malade…

## Personnages
Shirotani Tadaomi (城谷 忠臣, Tadaomi Shirotani)
Voix japonaise : Shinnosuke Tachibana (drama CD)
C'est le protagoniste de l'histoire. C'est un homme âgé de 31 ans qui est atteint de mysophobie. Il travaille à la compagnie Tôsawa en tant que secrétaire de M. Kuramoto.
Riku Kurose (黒瀬陸, Kurose Riku)
Voix japonaise : Tomoaki Maeno (drama CD)
Kurose est un jeune psychiatre âgé de 26 ans qui travaille à la clinique Shimada. Il est amoureux de Shirotani.
Ken Mikami (三上, Mikami Ken)
Voix japonaise : Jun Fukushima (drama CD)
Mikami est l'ami de Shirotani. Il travaille au département des ventes de la compagnie Tôsawa.

## Manga
Écrit et dessiné par Rihito Takarai, le manga 10 count a débuté en juillet 2013 dans le magazine Dear+. Le premier volume relié est publié par Shinshokan le 30 mars 2014. Hors du Japon, la série est publiée en version française par Taifu Comics, en version allemande par Tokyopop en Allemagne et en version anglaise par SuBLime.

### Liste des tomes
| no | Japonais          | Japonais          | Français          | Français          |
| no | Date de sortie    | ISBN              | Date de sortie    | ISBN              |
| -- | ----------------- | ----------------- | ----------------- | ----------------- |
| 1  | 30 mars 2014      | 978-4-403-66419-9 | 25 septembre 2014 | 978-2-35180-842-9 |
| 2  | 30 septembre 2014 | 978-4-403-66440-3 | 22 janvier 2015   | 978-2-35180-886-3 |
| 3  | 28 février 2015   | 978-4-403-66461-8 | 9 juillet 2015    | 978-2-35180-929-7 |
| 4  | 30 octobre 2015   | 978-4-403-66491-5 | 25 février 2016   | 978-2-35180-968-6 |
| 5  | 30 août 2016      | 978-4-403-66514-1 | 12 mai 2017       | 978-2-37506-048-3 |
| 6  | 26 mars 2018      | 978-4-403-66621-6 | 24 janvier 2019   | 978-2-37506-119-0 |

## Film d'animation
Une adaptation en film d'animation est en cours de production et est annoncée pour 2023.